# De brug van Albert
De brug van Albert is een hoorspel van Tom Stoppard. Albert's Bridge werd op 13 juli 1967 door de BBC uitgezonden en werd in 1968 bekroond met de Prix Italia. De KRO zond het in het programma Dinsdagavondtheater uit op dinsdag 15 april 1969, van 21.15 tot 22.10 (met herhalingen op dinsdag 4 augustus 1970 en dinsdag 14 augustus 1972). De vertaling was van Max Schuchardt. De regisseur was Willem Tollenaar.

## Rolbezetting
- Wiesje Bouwmeester
- Jan Borkus
- Hans Karsenbarg
- Wam Heskes
- Willy Ruys
- Bert Dijkstra
- Tonny Foletta
- Harry Bronk
- Jan Wegter
- Paul van der Lek
- Luc Lutz
- Allard van der Scheer
- Els van Rooden

## Inhoud
Het hoorspel gaat over het wonderlijke leven en over de dood van Albert, een doctor in de filosofie. Hij stamt uit een rijke familie en besluit na beëindiging van zijn studies voor de rest zijn leven de brug over de Clufton-baai te verven, een nooit eindigend werk, vermits die om de twee jaar aan een nieuwe verfbeurt toe is. Daarvoor ziet hij er zelfs van af zijn intrede te doen in zijn vaders firma. Eerst is hij gelukkig gehuwd, met z’n moeders hulp in de huishouding, maar hij verwaarloost steeds meer elk menselijk contact en geeft zich volledig over aan het verven van de brug. Van op die eenzame hoogte bekeken presenteert de wereld zich aan hem in een overzienbare ordening…